# Craps
Craps – hazardowa gra w kości popularna w kasynach gry w Stanach Zjednoczonych, znana również w Wielkiej Brytanii, Australii i Azji. W grze obstawia się wynik rzutu parą sześciennych kości, a o wygranej decyduje kombinacja punktów.
W wersji craps popularnej w kasynach w Nevadzie (tzw. bank craps) gra toczy się przy specjalnych stołach. Wszystkie zakłady są obstawiane przeciwko bankowi, można obstawiać wygraną lub przegraną innego gracza rzucającego kości. W wersji nieformalnej (tzw. money craps lub open craps) gracze grają przeciwko sobie i nie jest wymagane specjalne wyposażenie.

## Historia
Craps wywodzi się z angielskiej gry w kości o nazwie hazard, niezwykle popularnej w średniowiecznej Europie, być może pochodzenia arabskiego (wyraz „hazard” pochodzi od arabskiego słowa az-zahr, „kość do gry”). Nieformalna wersja craps narodziła się w połowie XIX wieku wśród Afroamerykanów. Za twórcę wersji kasynowej jest uważany amerykański bukmacher i producent kości John H. Winn, który rozwinął tę formę craps ok. 1910. Na początku XX wieku craps wraz z blackjackiem zastąpiły w amerykańskich kasynach grę w faraona, popularną w XIX wieku.